# Svetlana Čeremšanova
Svetlana Andreevna Čeremšanova (in russo Светлана Андреевна Черемшанова?; Šadrinsk, 21 agosto 1985) è un'ex sollevatrice russa naturalizzata kazaka, poi nuovamente russa, che ha gareggiato nella categoria dei pesi piuma (fino a 53 kg.).

## Carriera
Cominciò a gareggiare per la Russia nelle categorie juniores e nel 2008 decise di competere per il Kazakistan, con la cui maglia vinse la medaglia di bronzo ai Campionati asiatici di Kanazawa 2008 con 205 kg. nel totale.
Nel 2011 ritornò a gareggiare per il suo Paese d'origine e l'anno successivo vinse la medaglia di bronzo ai Campionati europei di Antalya con 201 kg. nel totale.
Nel 2013 vinse la medaglia d'argento ai Campionati europei di Tirana con 188 kg. nel totale, battuta dall'ucraina Julija Paratova (194 kg.).
Ai Campionati mondiali di sollevamento pesi Svetlana Čeremšanova vanta come miglior risultato un 5º posto nell'edizione di Goyang 2009.
Dopo aver lasciato l'attività agonistica si dedicò a quella di allenatrice di sollevamento pesi e di crossfit nella sua città natale.